# Ланхе, Сантьяго
Сантьяго Рауль Ланхе (исп. Santiago Raúl Lange, 22 сентября 1961) — аргентинский яхтсмен, олимпийский чемпион 2016 года в классе Накра 17, бронзовый призёр Олимпийских игр 2004 и 2008 годов, двукратный участник кругосветной гонки Volvo Ocean Race, инженер-кораблестроитель, лауреат премии «Яхтсмен года 2016» по версии World Sailing (ISAF). Участник семи Олимпийских игр (1988, 1996, 2000, 2004, 2008, 2016, 2020).

## Карьера
Он завоевал две бронзовые медали в классе «Торнадо» со шкотовым Карлосом Эспинолой (2004 и 2008) и золотую медаль в смешанном классе «Накра 17» со шкотовой Сесилия Каррансой Сароли в 2016 году в возрасте 54 года.
Чемпион мира в классе «Торнадо» 2004 года, трёхкратный чемпион мира в классе «Снайп», многократный призёр Панамериканских игр.
Сыновья Сантьяго Ланхе Клаус Ланхе и Яго Ланхе также, как и отец, участвовали в олимпийской регате в Рио-де-Жанейро и заняли 7-е место в классе «49-й».
В 2015 году спортсмену был поставлен дигноз — рак левого лёгкого. Операция была успешно и своевременно выполнена в Барселоне и уже через месяц Ланхе приступил к тренировкам.
19 мая 2017 года спортсмен был назван лауреатом почетной премии имени Магнуса Ульссона, которую вручили ему организаторы регаты Volvo Ocean Race.
Был знаменосцем команды Аргентины на церемонии открытия Летних Олимпийских игр 2020.